# Conbac
Conbac este o companie de construcții din Bacău, specializată pe structuri industriale, civile și poduri din beton.
A fost înființată în anul 1990 prin divizarea Antreprizei de Construcții Industriale Bacău.
Compania este listată pe Rasdaq, iar directorul general Corneliu Saftiuc deține o participare la capitalul social de 31%, ceilalți membri din conducere deținând până la 45% din acțiuni.
Compania face parte din grupul Conbac.
Cifra de afaceri:
| Anul          | 2006 | 2005 |
| ------------- | ---- | ---- |
| milioane euro | 9,2  | 8,5  |